# Wallace Ford

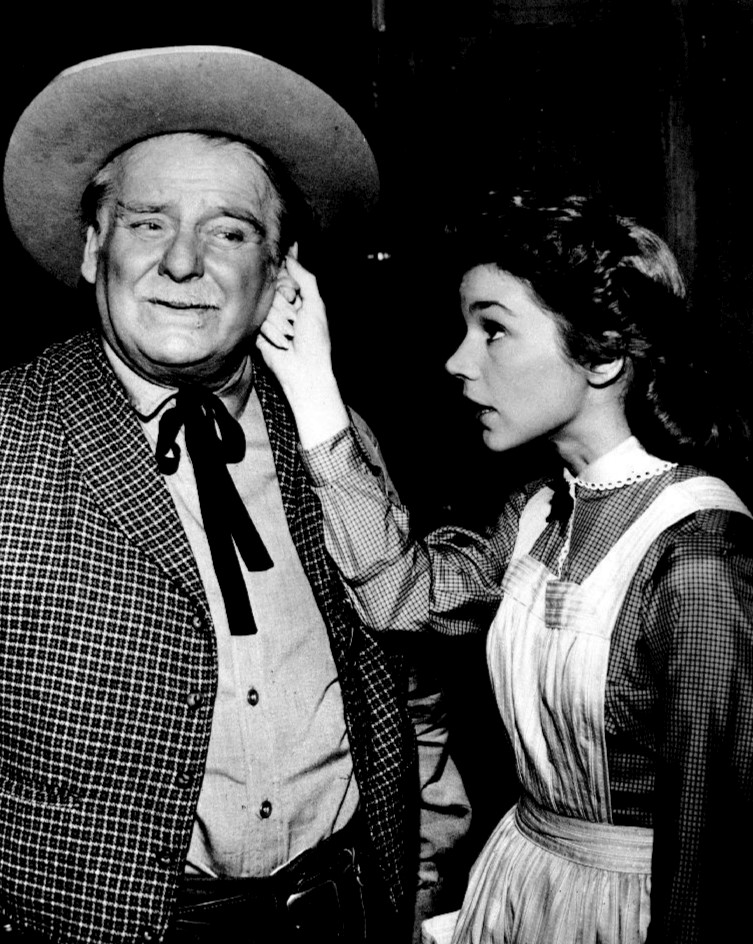
Wallace Ford och Betty Lou Keim.

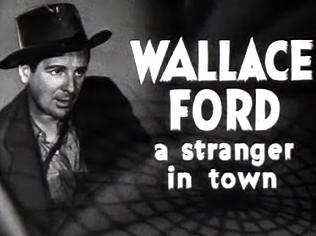
Wallace Ford i trailern till Central Park.

Wallace Ford, född 12 februari 1898 i Bolton i Lancashire, död 11 juni 1966 i Woodland Hills i Kalifornien, var en brittiskfödd amerikansk skådespelare.
Wallace Ford kom till USA som barn och var från 1920-talet aktiv som skådespelare. Han debuterade på Broadway 1921, och filmdebuterade 1929. I början av 1930-talet hade han en del huvudroller i filmer, bland annat kultfilmen Freaks 1932, men med stigande ålder blev han istället en flitigt anlitad birollsaktör.

## Filmografi, urval
- 1931 – Hans älskarinna
- 1932 – Freaks
- 1932 – Stadens gissel
- 1935 – Angivaren
- 1935 – Samhällets fiende no 1
- 1943 – Skuggan av ett tvivel
- 1945 – Trollbunden
- 1946 – De gröna åren
- 1947 – Handen på hjärtat
- 1950 – Min vän Harvey
- 1950 – Illdåd ombord
- 1955 – Mannen från Laramie
- 1958 – Det sista hurraropet
- 1958 – Gamla gubbar bli som nya
- 1959 – Våldet och lagen
- 1965 – En strimma solsken